# Coelachne perpusilla
Coelachne perpusilla är en gräsart som först beskrevs av Christian Gottfried Daniel Nees von Esenbeck och Ernst Gottlieb von Steudel, och fick sitt nu gällande namn av George Henry Kendrick Thwaites. Coelachne perpusilla ingår i släktet Coelachne, och familjen gräs. IUCN kategoriserar arten globalt som livskraftig. Inga underarter finns listade i Catalogue of Life.